# Ministerio de Cultura (Argentina)
El Ministerio de Cultura de Argentina fue un organismo público dedicado a planificar y ejecutar estrategias para la promoción y preservación del patrimonio cultural de este país.

## Historia
El Ministerio de Cultura fue creado por primera vez durante el gobierno de Héctor José Cámpora en 1973, como Ministerio de Cultura y Educación existiendo otras reediciones de breve duración en 1981, bajo la presidencia de facto de Roberto Eduardo Viola con la denominación de Ministerio de Cultura y Educación, y en 2001, por el presidente Fernando de la Rúa como Ministerio de Turismo, Cultura y Deportes. En los períodos intermedios en general revistió carácter de secretaría de estado, dependiendo de la Presidencia de la Nación Argentina. 
El 7 de mayo de 2014 fue nuevamente creado por la presidenta Cristina Fernández de Kirchner, quien designó a la cantautora de folklore Teresa Parodi para encabezar la cartera, bajo la denominación de Ministerio de Cultura.
Tras asumir el presidente Mauricio Macri en 2015 nombró a Pablo Avelluto en el cargo. El 5 de septiembre de 2018, el presidente Mauricio Macri degradó el ministerio al rango de secretaría dentro del Ministerio de Educación, que fue renombrado como Ministerio de Educación, Cultura y Ciencia y Tecnología, a cargo de Alejandro Finocchiaro. Los cambios se dieron en una modificación del gabinete nacional que redujo de 22 a 10 la cantidad de ministerios.
En diciembre de 2019 fue elevado nuevamente a la categoría de Ministerio tras asumir el gobierno Alberto Fernández. El cineasta Tristán Bauer fue designado como su titular.

## Funciones
La función del Ministerio de Cultura de la Nación es planificar y ejecutar estrategias para la promoción, rescate, preservación, estímulo, acrecentamiento y difusión, en el ámbito nacional e internacional, del patrimonio cultural de Argentina.
Es por eso que le corresponde difundir, promover y estimular la actividad cultural en todas sus formas y democratizar el acceso a los bienes culturales.
Además, promover el desarrollo de las industrias vinculadas a la actividad cultural, en especial aquellas generadoras de una plena utilización de los recursos humanos; y apoya la creación, el fomento y el desarrollo de las bibliotecas populares en todo el país como forma de promocionar la lectura.
También tiene a su cargo promover, proteger, difundir y estimular las actividades vinculadas con la literatura, la música, la danza, las actividades coreográficas y las artes visuales, así como impulsar la reflexión y el debate en torno a aspectos centrales de la historia, la actualidad y el futuro del país fomentando la inclusión social a través del arte y la cultura y valorizando y difundiendo la diversidad cultural.
A través del Boletín Oficial, se confirmó la creación del nuevo Ministerio de Cultura de la Nación, y la designación de la cantautora argentina de folclore Teresa Adelina Sellares, conocida como Teresa Parodi, para encabezar la cartera. De esta forma, por medio de un decreto, se jerarquizó la Secretaría de Cultura que estaba a cargo del cineasta y político Jorge Coscia, que previamente había renunciado a su cargo.
De acuerdo a la Ley 22 520, las competencias del ministerio son «asistir al Presidente de la Nación, y al Jefe de Gabinete de Ministros en orden a sus competencias, en todo lo inherente a la cultura…»

## Estructura
El Ministerio de Cultura de la Nación esta organizado en Secretarias, Subsecretarias, Direcciones y Unidades. Las principales dependencias del ministerio están enumerados a continuación:
| Nombre de la dependencia                                    | Unidad             | Depende de                              | Titular                         |
| ----------------------------------------------------------- | ------------------ | --------------------------------------- | ------------------------------- |
| Secretaría de Patrimonio Cultural                           | Secretaría         | Ministerio de Cultura                   | Valeria Roberta González        |
| Dirección Nacional de Museos                                | Dirección Nacional | Secretaría de Patrimonio Cultural       | María Isabel Baldasarre         |
| Secretaría de Desarrollo Cultural                           | Secretaría         | Ministerio de Cultura                   | María Lucrecia Cardoso          |
| Secretaría de Gestión Cultural                              | Secretaría         | Ministerio de Cultura                   | Federico Prieto                 |
| Dirección Nacional de Organismos Estables                   | Dirección Nacional | Secretaría de Gestión Cultural          | Mariela Florencia Bolatti       |
| Dirección de Integración Programática                       | Dirección Nacional | Secretaría de Gestión Cultural          | Martín Rosetti                  |
| Subsecretaría de Gestión Administrativa                     | Subsecretaría      | Ministerio de Cultura                   | Jorge Mariano Fernández Landoni |
| Dirección General de Administración                         | Dirección Nacional | Subsecretaría de Gestión Administrativa | Celedonia Méndez Vargas         |
| Subsecretaría de Gestión de Espacios y Proyectos Especiales | Subsecretaría      | Ministerio de Cultura                   | Ricardo Martín Bonavetti        |
| Unidad Gabinete de Asesores                                 | Unidad             | Ministerio de Cultura                   | Esteban Javier Falcón           |
| Unidad de Auditoría Interna                                 | Unidad             | Ministerio de Cultura                   | Lucía Edith Vega                |
| Auditoría Interna Adjunta                                   | Auditoría          | Unidad de Auditoría Interna             | Marina Gisela Kleiner           |

## Centros Culturales
A cargo directo del ministerio se encuentran varias instituciones, centros culturales y museos. La lista en la Ciudad de Buenos Aires incluye:
- Casa Central de la Cultura Popular (Av. Iriarte 3500, Ciudad de Buenos Aires)
- Casa Nacional del Bicentenario (Riobamba 985, Ciudad de Buenos Aires)
- Complejo Histórico Cultural Manzana de las Luces (Perú 222, Ciudad de Buenos Aires)
- Museo del Libro y de la Lengua (Av. Las Heras 2555, Ciudad de Buenos Aires)
- Museo Evita (Lafinur 2988, Ciudad de Buenos Aires)
- Museo Histórico Nacional (Defensa 1600, Ciudad de Buenos Aires)
- Museo Histórico Nacional del Cabildo y de la Revolución de Mayo (Bolívar 65, Ciudad de Buenos Aires)
- Museo Histórico Sarmiento (Juramento 2180, Ciudad de Buenos Aires)
- Museo Malvinas e Islas del Atlántico Sur (Av. del Libertador 8151, Ciudad de Buenos Aires)
- Museo Mitre (San Martín 336, Ciudad de Buenos Aires)
- Museo Nacional de Arte Decorativo (Av. del Libertador 1902, Ciudad de Buenos Aires)
- Museo Nacional de Arte Oriental (Av. del Libertador 1902 1.º Piso, Ciudad de Buenos Aires)
- Museo Nacional de Bellas Artes (Av. del Libertador 1473, Ciudad de Buenos Aires)
- Museo Nacional de la Historia del Traje (Chile 832, Ciudad de Buenos Aires)
- https://museodelgrabado.cultura.gob.ar/
- Museo Roca - Instituto de Investigaciones Históricas (Vicente López 2220, Ciudad de Buenos Aires)
- Palacio Nacional de las Artes (ex Palais de Glace) (Posadas 1725, Ciudad de Buenos Aires)

## Titulares
| Ministerio          | N.º | Ministro             | Partido | Partido               | Periodo                                           | Presidente                     |
| ------------------- | --- | -------------------- | ------- | --------------------- | ------------------------------------------------- | ------------------------------ |
| Cultura y Educación | 1   | Jorge Alberto Taiana |         | Partido Justicialista | 25 de mayo de 1973 - 13 de julio de 1973          | Héctor Cámpora                 |
| Cultura y Educación | 2   | Carlos Burundarena   |         | Independiente         | 29 de marzo de 1981 - 12 de diciembre de 1981     | Roberto Viola                  |
| Cultura             | 3   | Teresa Parodi        |         | Independiente         | 7 de mayo de 2014 - 10 de diciembre de 2015       | Cristina Fernández de Kirchner |
| Cultura             | 4   | Pablo Avelluto       |         | Propuesta Republicana | 10 de diciembre de 2015 - 5 de septiembre de 2018 | Mauricio Macri                 |
| Cultura             | 5   | Tristán Bauer        |         | Independiente         | 10 de diciembre de 2019 - 10 de diciembre de 2023 | Alberto Fernández              |